# Yussuf Poulsen
Yussuf Yurary Poulsen (Copenhaguen, 15 de juny de 1994) és un jugador de futbol professional danès que actualment juga al conjunt alemany del RB Leipzig com a davanter o extrem.